# Mariborska koča
A Mariborska koča (Maribori ház) egy 1068 méter magasan levő hegyi ház, mely egy kis fennsíkon fekszik a Pohorje déli oldalán, két csúcs, a Reški (1142 m) és a Ledinekov kogel (1182 m) között. 1911-ben építették, majd a második világháború elején felgyújtották. A háború után renoválták. Jelenleg a Matica Maribor Hegymászó Egyesület tartja rendben. A ház 16 ággyal és 30 közös alvóhellyel rendelkezik.

## Hozzáférés
- a Hoče-Areh regionális autópályát követjük, majd Bolfenk-nél lefordulunk jobbra
- 3h: a maribori libegőtől Bolfenkig (követjük a Szlovén hegyi ösvény)

## Közeli helyek
- ½h : Maribori kilátó (1147 m)
- ¾h : Bolfenk (1044 m)
- 1h : Ruška koča Areh-nál (1246m)

## Külső hivatkozások
- Mariborska koča - Hribi.net
- Maribori Hegyi Társaság[halott link]